# Нойзалца-Шпремберг
Нойзалца-Шпремберг (на немски: Neusalza-Spremberg) е град в Германия, разположен в окръг Гьорлиц, провинция Саксония. Към 31 декември 2011 година населението на града е 3536 души.